# 吴咸中
吴咸中（1925年8月28日—），男，辽宁新民人，中国中西医结合专家，中国工程院院士。

## 生平
1948年毕业于沈阳医学院（原满州医科大学），同年分配在天津市中央医院（现天津医科大学总医院）外科工作。1959年2月至1961年9月，在天津市第二届西医离职学习中医班学习。1964年，调任天津市南开医院院长兼外科主任。1975年5月，创建天津市中西医结合急腹症研究所并任所长。1978年至1994年，先后任天津医学院副院长、院长、名誉院长。1998年，创建天津市中西医结合研究院。

## 荣誉
1996年当选为中国工程院院士，2009年被授予首届国医大师称号。